# Raymond Lacave-Laplagne
Pour les articles homonymes, voir Lacave-Laplagne.
Raymond Jean François Marie Lacave-Laplagne est né le 21 décembre 1786 à Montesquiou et décédé le 14 octobre 1857 à Montesquiou. Il porte les titre et nom de baron Lacave-Laplagne-Barris à partir de 1825.

## Biographie
Raymond Laplagne-Barris est le fils de Barthélemy Lacave-Laplagne et de Marie Barris. Il est autorisé par décision du 5 juin 1826 à ajouter le nom de Barris à son nom. Il a été élevé par son oncle Barris, conseiller à la cour de Cassation et baron de l'Empire. Il est le petit-neveu de Dom Raymond Despaulx (1726-1818), professeur de mathématique du collège de Sorèze en 1759, prieur de Sorèze de 1766 à 1769, puis directeur et de nouveau prieur de Sorèze de 1772 à la Révolution, frère de Thérèse Despaulx mariée à Jean Barris, père de Jeanne Marie Barris mariée à Barthélemy Lacave-Laplagne. Il est élève du collège de Sorèze entre 1797 et 1805.
Il est d'abord avocat à Paris, il est nommé le 19 mai 1808 juge auditeur de la Seine, conseiller auditeur à la cour de Paris, le 10 décembre 1810, substitut du procureur général de la cour de Paris, le 19 mai 1811.
Il est procureur général à Metz, le 30 août 1820. Il est ensuite nommé avocat général à la Cour de cassation, le 26 août 1824, premier avocat de cette cour, le 16 août 1832.
Il est fait pair de France, 3 octobre 1837.
Il est membre de la commission des hautes études de droit. L'arrêté du 26 octobre 1838 le nomme « délégué dans les pouvoirs d'inspecteur général du droit et doit en conséquence se rendre à Poitiers et à Toulouse pour procéder à un examen approfondi de l'état où se trouvent l'administration, la discipline et les études et déterminer pour quelles raisons l'enseignement du droit est resté étranger au mouvement progressif qui se fait remarquer dans toutes les parties de l'Instruction publique. »
Il est administrateur des biens du duc d'Aumale, à partir de 1842. Il est un ami fidèle et dévoué de la famille d'Orléans. Exécuteur testamentaire de Louis-Philippe Ier. 
Le 28 janvier 1844, il est nommé président de chambre criminelle à la Cour de Cassation. 
Il est membre du Conseil supérieur de l'Instruction publique, en 1850.
Membre et président du conseil général du Gers. Sénateur.

## Distinctions
- Officier de la Légion d'honneur, en 1833.
- Commandeur de la Légion d'honneur, en 1837.
- Grand officier de la légion d'honneur[2], en 1846.

## Famille
- Barthélemy Lacave-Laplagne (1743-1814) marié en 1786 avec Jeanne Marie Barris (1767-1803), fille de Jean Barris et de Thérèse Despaulx, sœur de Pierre Jean Paul Barris[3] (1759-1824), baron de l'Empire en 1808
  - Raymond Jean François Marie Lacave-Laplagne-Barris marié en 1813 avec Angélique Gabrielle Boyer (1793-1863)
    - Pauline Adélaïde Lacave-Laplagne-Barris (1815-1895) mariée en 1835 avec Émile Louchet (1801-1874)
      - Edmond Louchet ((1835-1898) marié en 1879 avec Geneviève Sophie Famin (1850- ), fille Charles Victor Famin et d'Henriette Alexis Mollot

    - Joséphine Amélie Lacave-Laplagne-Barris (1816- ) mariée avec Jean Théodore Ladrix
    - Jean Paul Lacave-Laplagne-Barris (1817-1888) marié en 1851 avec Joséphine Séraphine Camille Zangiacomi (1832- )
      - François Lacave-Laplagne-Barris (1855-1919) marié en premières noces, en 1880, avec Marie Clémence Hutin (1860-1883), en secondes noces, en 1889, avec Marie Thérèse Germain Armand (1861- )
        - Paul Lacave-Laplagne-Barris[4] (1881-1982)
        - Marie Lacave-Laplagne-Barris (1882-1931) mariée avec Octave Join-Lambert (1870-1956)
          - François Join-Lambert (1904-1993)

        - Ghislaine Lacave-Laplagne-Barris (1890-1979) mariée en 1910 avec Louis Saint-John de Crève-Cœur (1878-1972)

    - François Gabriel Lacave-Laplagne-Barris (1822- ) marié en 1852 avec Clotilde Jouault (1830- )
    - Cyprien Lacave-Laplagne-Barris (1826-1911) marié avec Marie Léonie Roby
    - Marie Angélique Lacave-Laplagne-Barris (1829- ) mariée en premières noces, en 1850 avec  Alfred Antoine François Lefebvre (1821- ) et en secondes noces, en 1877, avec Olivier de Thouars (1831-1906)

  - Jean-Pierre Joseph Lacave-Laplagne[5],[6] (1795-1849) marié en 1819 avec Marie Charlotte Tarrible (1797-1871)
    - Joseph Sylvain Gustave Lacave-Laplagne (1827-1869)
    - Jeanne Gabrielle Lacave-Laplagne (1828-1891) mariée en 1845 avec Antoine Henri Jean Marie Durrieu (1821-1890)
      - Paul Durrieu (1855-1925)

    - Louis Lacave-Laplagne[7] (1835-1902) marié en 1871 avec Joséphine Marie Cuvru (1851-1900)

## Sources
- « Raymond Lacave-Laplagne », dans Adolphe Robert et Gaston Cougny, Dictionnaire des parlementaires français, Edgar Bourloton, 1889-1891 [détail de l’édition] (lire en ligne)